# الجرفاح (الشعر)

تعديل مصدري - تعديل

الجرفاح محلة تابعة لقرية البرحى، التابعة لعزلة بيت الصائدي بمديرية الشعر إحدى مديريات محافظة إب في الجمهورية اليمنية.، بلغ تعداد سكانها 285 حسب تعداد اليمن لعام 2004.